# غوردون هنري (مجدف)
غوردون هنري (بالإنجليزية: Gordon Henry)‏ هو مجدف كندي، ولد في 21 يونيو 1954 في سمرسايد، كندا ‏ في كندا.

## وصلات خارجية
- غوردون هنري على موقع الاتحاد الدولي للتجديف (الإنجليزية)
- غوردون هنري على موقع اللجنة الأولمبية الدولية (الإنجليزية)
- غوردون هنري على موقع أوليمبيديا (الإنجليزية)